# Вершиловский сельсовет
Вершиловский территориальный отдел — административно-территориальная единица в составе городского округа города Чкаловска Нижегородской области России. До 2015 года составлял сельское поселение Чкаловского района.
Административный центр — село Вершилово.

## Население
| 2002 | 2010 | 2012 | 2013 | 2014 | 2015 |
| ---- | ---- | ---- | ---- | ---- | ---- |
| 978  | ↘908 | ↘889 | ↘838 | ↘828 | ↘819 |

## Населенные пункты
Состоит из 19 населенных пунктов.
| №  | Населённый пункт | Тип                               | Население |
| -- | ---------------- | --------------------------------- | --------- |
| 1  | Афанасьево       | деревня                           | ↘12       |
| 2  | Вершилово        | село, административный центр      | ↗466      |
| 3  | Головино         | деревня                           | ↘20       |
| 4  | Зайково          | посёлок железнодорожного разъезда | ↘2        |
| 5  | Коробейниково    | деревня                           | ↗7        |
| 6  | Круглово         | деревня                           | ↘42       |
| 7  | Кузнецово        | деревня                           | ↘27       |
| 8  | Малинино         | деревня                           | ↗3        |
| 9  | Милино           | деревня                           | ↘27       |
| 10 | Мухлово          | посёлок железнодорожного разъезда | ↘0        |
| 11 | Перехваткино     | деревня                           | ↘20       |
| 12 | Пройма           | деревня                           | ↘6        |
| 13 | Раково           | деревня                           | ↘11       |
| 14 | Скорынино        | деревня                           | ↗22       |
| 15 | Старая Казарма   | посёлок                           | ↘0        |
| 16 | Тимонькино       | село                              | ↘22       |
| 17 | Трофаново        | деревня                           | ↘39       |
| 18 | Урково           | деревня                           | ↘59       |
| 19 | Шеховская        | деревня                           | ↘123      |